# Remaneicidae
Die Remaneicidae sind eine Familie gehäusetragender, meeresbewohnender Einzeller aus der Gruppe der Foraminiferen und die einzige Familie in der Überfamilie der Remaneicacea. 

## Merkmale
Die Gehäuse der Remaneicidae sind agglutiniert, also aus feinen Partikeln organischen Ursprungs zusammengesetzt, die von den Tieren aus dem Sediment aufgenommen und durch mineralische oder proteinbasierte Bindemittel zusammengehalten werden. Sie sind schwach trochospiral aufgebaut, die Kammern sind dabei innen entweder durch sekundäre Trennwände (Septen) oder Einfaltungen der Wandung teilweise weiter unterteilt.

## Systematik
Die Remaneicidae sind die einzige Familie in der Überfamilie der Remaneicacea. Die Familie wurde 1964 durch die amerikanischen Mikropaläontologen Alfred R. Loeblich und Helen Tappan erstbeschrieben. Arten der Remaneicidae sind nur aus dem Holozän bekannt.
Gattungen sind:
- Bruneica
- Remaneica
- Asteroparatrochammina
- Asterotrochammina

## Nachweise
- Alfred R. Loeblich, Jr., Helen Tappan: Foraminiferal genera and their classification, E-Book des Geological Survey Of Iran, 2005, Online